# 宝俭堂
宝俭堂，又名叶梦得故居，位于苏州市吴中区东山镇陆巷村。

## 历史
为南宋词人叶梦得的故居，此后为叶氏后裔所居。叶氏家族曾出若干进士，又经营盐业。进深四进（门楼、轿厅、大厅、楼厅），3条轴线，规模宏大，占地6000多平方米。宝俭堂曾荒废多年，2001年，苏州市民许青冠、陆惠霞夫妇购置，耗资3000多万元修缮，目前同时作为景点开放，并提供苏帮菜和住宿。